# Roberta Filippozzi
Roberta Filippozzi (Bussolengo, 10 marzo 1992) è un'ex calciatrice italiana, di ruolo difensore.

## Carriera

### Club
Cresciuta nelle giovanili del Bardolino Verona, esordisce in Serie A il 5 dicembre 2009 contro la Lazio, subentrando al quarto minuto del secondo tempo.
Dopo aver collezionato otto partite con le veronesi, l'anno successivo esordisce in Champions League, sempre con la maglia gialloblù, il 5 agosto 2010 contro lo Swansea City.
Dopo aver giocato complessivamente tre partite in Champions, si trasferisce poco prima dell'inizio del campionato alla Roma (sempre in Serie A) con la cui maglia colleziona ventidue presenze.
L'anno successivo passa al Napoli, con il quale alla prima stagione disputa 16 partite e contribuisce a conquistare il campionato di Serie A2. Con le partenopee rimarrà tre stagioni con l'ultima che vede a fine campionato al retrocessione in Serie B.
Nell'estate 2014 coglie l'opportunità di rimanere a giocare nella massima serie accettando la proposta della neopromossa San Zaccaria indossando la maglia della società ravennate dal campionato 2014-2015. Con il San Zaccaria scende in campo per 21 volte, siglando una delle reti con cui il San Zaccaria si impone per 5-1 sul Pink Sport Time alla 24ª giornata, più la partita di play-out con la Riviera di Romagna del 16 maggio 2015, dove contribuisce alla conquista del diritto di rimanere in Serie A ma nella quale al 71' si infortuna al ginocchio e viene sostituita dal tecnico Fausto Lorenzini con Eleonora Salamon. Un più approfondito esame rivelerà una lesione al legamento crociato anteriore che costringe Filippozzi a sottoporsi a un'operazione che la dovrà tenere lontana per mesi dai campi di gioco. In questo periodo si concretizza la separazione dalla società ravennate che non la presenta in rosa all'inizio della stagione 2015-2016.
Il 29 dicembre 2015 il Tavagnacco comunica di aver trovato un accordo con la giocatrice che si metterà a disposizione del mister Sara Di Filippo per il prosieguo della stagione 2015-2016. Filippozzi scende in campo per la prima volta con la nuova maglia all'11ª di campionato, nella partita vinta sul Vittorio Veneto per 1-0, autrice dell'unica rete che sblocca l'incontro al 78'.
Dopo aver preso la decisione di sospendere l'attività agonistica nel calcio a 11, nel settembre 2018 si accorda con il Futsal Basiliano, squadra di calcio a 5 che disputa il campionato amatoriale UISP Friuli-Venezia Giulia.

### Nazionale
Esordisce in nazionale Under-19 il 26 settembre 2009 contro l'Irlanda del Nord, collezionando complessivamente 13 presenze in gare ufficiali e segnando due reti.
Il 19 agosto 2012 fa il suo esordio con la maglia della nazionale Under-20 nel Mondiale di categoria di Giappone 2012, nel match contro le pari età del Brasile.

## Statistiche

### Presenze e reti nei club
Aggiornato al 13 maggio 2018.
| Stagione                | Squadra                 | Campionato              | Campionato | Campionato | Coppe nazionali | Coppe nazionali | Coppe nazionali | Coppe continentali | Coppe continentali | Coppe continentali | Totale | Totale |
| Stagione                | Squadra                 | Comp                    | Pres       | Reti       | Comp            | Pres            | Reti            | Comp               | Pres               | Reti               | Pres   | Reti   |
| ----------------------- | ----------------------- | ----------------------- | ---------- | ---------- | --------------- | --------------- | --------------- | ------------------ | ------------------ | ------------------ | ------ | ------ |
| 2009-2010               | Bardolino Verona        | A                       | 8          | 0          | CI              | 1               | 0               | -                  | -                  | -                  | 8      | 0      |
| ago.-set. 2010          | Bardolino Verona        | A                       | 0          | 0          | CI              | 0               | 0               | UWCL               | 3                  | 0                  | 3      | 0      |
| Totale Bardolino Verona | Totale Bardolino Verona | Totale Bardolino Verona | 8          | 0          |                 | 1               | 0               |                    | 3                  | 0                  | 12     | 0      |
| set. 2010-2011          | Roma CF                 | A                       | 22         | 0          | CI              | 1               | 0               | -                  | -                  | -                  | 23     | 0      |
| 2011-2012               | Napoli                  | A2                      | 16         | 0          | CI              | 5               | 1               | -                  | -                  | -                  | 21     | 1      |
| 2012-2013               | Napoli                  | A                       | 20         | 0          | CI              | 3               | 0               | -                  | -                  | -                  | 23     | 0      |
| 2013-2014               | Napoli                  | A                       | 23         | 3          | CI              | 3               | 0               | -                  | -                  | -                  | 26     | 3      |
| Totale Napoli           | Totale Napoli           | Totale Napoli           | 59         | 3          |                 | 11              | 1               |                    | 0                  | 0                  | 70     | 4      |
| 2014-2015               | San Zaccaria            | A                       | 21         | 1          | CI              | ?               | 0               | -                  | -                  | -                  | ?      | 0      |
| 2015-2016               | Tavagnacco              | A                       | 11         | 2          | CI              | 1               | 0               | -                  | -                  | -                  | 1      | 1      |
| 2016-2017               | Tavagnacco              | A                       | 20         | 2          | CI              | 3               | 0               | -                  | -                  | -                  | 23     | 2      |
| 2017-2018               | Tavagnacco              | A                       | 8          | 0          | CI              | 1               | 0               | -                  | -                  | -                  | 9      | 0      |
| Totale Tavagnacco       | Totale Tavagnacco       | Totale Tavagnacco       | 39         | 4          |                 | 5               | 0               |                    | -                  | -                  | 44     | 4      |
| Totale                  | Totale                  | Totale                  | 149        | 8          |                 | 18              | 1               |                    | 3                  | 0                  | 170    | 9      |

### Cronologia delle presenze e delle reti in Nazionale
| Cronologia completa delle presenze e delle reti in nazionale ― Italia under 19 | Cronologia completa delle presenze e delle reti in nazionale ― Italia under 19 | Cronologia completa delle presenze e delle reti in nazionale ― Italia under 19 | Cronologia completa delle presenze e delle reti in nazionale ― Italia under 19 | Cronologia completa delle presenze e delle reti in nazionale ― Italia under 19 | Cronologia completa delle presenze e delle reti in nazionale ― Italia under 19 | Cronologia completa delle presenze e delle reti in nazionale ― Italia under 19 | Cronologia completa delle presenze e delle reti in nazionale ― Italia under 19 |
| Data                                                                           | Città                                                                          | In casa                                                                        | Risultato                                                                      | Ospiti                                                                         | Competizione                                                                   | Reti                                                                           | Note                                                                           |
| ------------------------------------------------------------------------------ | ------------------------------------------------------------------------------ | ------------------------------------------------------------------------------ | ------------------------------------------------------------------------------ | ------------------------------------------------------------------------------ | ------------------------------------------------------------------------------ | ------------------------------------------------------------------------------ | ------------------------------------------------------------------------------ |
| 21-09-2009                                                                     | Albena                                                                         | Irlanda del Nord under 19                                                      | 0 – 6                                                                          | Italia under 19                                                                | Qual. Europeo under 19 2010                                                    | 0                                                                              |                                                                                |
| 27-03-2010                                                                     | Maasmechelen                                                                   | Italia under 19                                                                | 3 – 0                                                                          | Ucraina under 19                                                               | Qual. Europeo under 19 2010                                                    | 0                                                                              |                                                                                |
| 29-03-2010                                                                     | Beringen                                                                       | Bosnia ed Erzegovina under 19                                                  | 0 – 3                                                                          | Italia under 19                                                                | Qual. Europeo under 19 2010                                                    | 0                                                                              |                                                                                |
| 01-04-2010                                                                     | Maasmechelen                                                                   | Italia under 19                                                                | 5 – 0                                                                          | Belgio under 19                                                                | Qual. Europeo under 19 2010                                                    | 0                                                                              |                                                                                |
| 24-05-2010                                                                     | Kumanovo                                                                       | Germania under 19                                                              | 4 – 1                                                                          | Italia under 19                                                                | Europeo under 19 2010 - Fase a gironi                                          | 0                                                                              |                                                                                |
| 09-02-2011                                                                     | Pordenone                                                                      | Italia under 19                                                                | 1 – 1                                                                          | Austria under 19                                                               | Amichevole                                                                     | 0                                                                              |                                                                                |
| 30-05-2011                                                                     | Cervia                                                                         | Italia under 19                                                                | 2 – 1                                                                          | Russia under 19                                                                | Europeo under 19 2011 - Fase a gironi                                          | 0                                                                              |                                                                                |
| 02-06-2011                                                                     | Cervia                                                                         | Italia under 19                                                                | 1 – 0                                                                          | Svizzera under 19                                                              | Europeo under 19 2011 - Fase a gironi                                          | 0                                                                              |                                                                                |
| 05-06-2011                                                                     | Bellaria-Igea Marina                                                           | Belgio under 19                                                                | 1 – 3                                                                          | Italia under 19                                                                | Europeo under 19 2011 - Quarti di finale                                       | 1                                                                              |                                                                                |
| 08-06-2011                                                                     | Bellaria-Igea Marina                                                           | Italia under 19                                                                | 2 – 3                                                                          | Norvegia under 19                                                              | Europeo under 19 2011 - Semifinale                                             | 0                                                                              |                                                                                |
| 07-02-2012                                                                     | Dura                                                                           | Palestina under 19                                                             | 0 – 7                                                                          | Italia under 19                                                                | Amichevole                                                                     | 1                                                                              |                                                                                |
| 09-02-2012                                                                     | Dura                                                                           | Palestina under 19                                                             | 0 – 4                                                                          | Italia under 19                                                                | Amichevole                                                                     | 0                                                                              |                                                                                |
| 25-04-2012                                                                     | Soragna                                                                        | Italia under 19                                                                | 4 – 2                                                                          | Norvegia under 19                                                              | Amichevole                                                                     | 0                                                                              |                                                                                |
| Totale                                                                         |                                                                                | Presenze                                                                       | 13                                                                             |                                                                                | Reti                                                                           | 2                                                                              |                                                                                |

| Cronologia completa delle presenze e delle reti in nazionale ― Italia under 20 | Cronologia completa delle presenze e delle reti in nazionale ― Italia under 20 | Cronologia completa delle presenze e delle reti in nazionale ― Italia under 20 | Cronologia completa delle presenze e delle reti in nazionale ― Italia under 20 | Cronologia completa delle presenze e delle reti in nazionale ― Italia under 20 | Cronologia completa delle presenze e delle reti in nazionale ― Italia under 20 | Cronologia completa delle presenze e delle reti in nazionale ― Italia under 20 | Cronologia completa delle presenze e delle reti in nazionale ― Italia under 20 |
| Data                                                                           | Città                                                                          | In casa                                                                        | Risultato                                                                      | Ospiti                                                                         | Competizione                                                                   | Reti                                                                           | Note                                                                           |
| ------------------------------------------------------------------------------ | ------------------------------------------------------------------------------ | ------------------------------------------------------------------------------ | ------------------------------------------------------------------------------ | ------------------------------------------------------------------------------ | ------------------------------------------------------------------------------ | ------------------------------------------------------------------------------ | ------------------------------------------------------------------------------ |
| 19-08-2012                                                                     | Saitama                                                                        | Brasile under 20                                                               | 1 – 1                                                                          | Italia under 20                                                                | Mondiali under 20 2012 - Fase a gironi                                         | 0                                                                              |                                                                                |
| 22-08-2012                                                                     | Saitama                                                                        | Italia under 20                                                                | 0 – 2                                                                          | Corea del Sud under 20                                                         | Mondiali under 20 2012 - Fase a gironi                                         | 0                                                                              |                                                                                |
| 26-08-2012                                                                     | Kōbe                                                                           | Italia under 20                                                                | 0 – 4                                                                          | Nigeria under 20                                                               | Mondiali under 20 2012 - Fase a gironi                                         | 0                                                                              |                                                                                |
| Totale                                                                         |                                                                                | Presenze                                                                       | 3                                                                              |                                                                                | Reti                                                                           | 0                                                                              |                                                                                |

## Palmarès
- Supercoppa italiana: 1

Bardolino Verona: 2009
- Campionato di Serie A2: 1

Napoli: 2011-2012